# Джованні Батіста Пешетті
Джованні Батіста Пешетті (італ. Giovanni Battista Pescetti; 1704, Венеція — 20 березня 1766, Венеція) — італійський композитор і органіст.